# 500 dagar om året (sång)
500 dagar om året är en sång av Tomas Ledin från 2009. Den finns med på Ledins tjugonde studioalbum 500 dagar om året (2009) men gavs också ut som nedladdningsbar singel samma år. Albumversionen av låten är längre än singelversionen.
Singeln nådde 16:e plats på den svenska singellistan. Den låg även nio veckor på Svensktoppen 2009 med 4:e plats som bästa notering.

## Låtlista
1. "500 dagar om året" – 3:54

## Listplaceringar
| Lista (2009) | Topplacering |
| ------------ | ------------ |
| Sverige      | 16           |

### Fotnoter
1. ↑  ”Tomas Ledin”. Svensk mediedatabas. Arkiverad från originalet den 25 juli 2014. https://web.archive.org/web/20140725173941/http://smdb.kb.se/catalog/search?q=Tomas+Ledin&x=0&y=0. Läst 18 januari 2013.
2. ↑  ”500 dagar om året”. Discogs.com. http://www.discogs.com/Tomas-Ledin-500-Dagar-Om-%C3%85ret/release/3988209. Läst 18 januari 2013.
3. ↑  ”500 dagar om året”. http://www.discogs.com/Tomas-Ledin-500-Dagar-Om-%C3%85ret/release/2854557. Läst 18 januari 2013.
4. 1 2  Placering på den svenska singellistan
5. ↑  ”Svensktoppen 2009”. Sveriges Radio. http://sverigesradio.se/sida/topplista.aspx?programid=2023&date=2009-08-16. Läst 18 januari 2013.